# Alex Connell
Pour les articles homonymes, voir Connell.
Temple de la renommée : 1958
Alex Connell (né le 8 février 1902 à Ottawa au Canada — mort le 10 mai 1958) est un joueur professionnel canadien de hockey sur glace qui évoluait au poste de gardien de but.

## Biographie
Avant de se consacrer au hockey, Connell excelle dans différents sports : il joue au baseball, à la Crosse et au football américain. Il joue au hockey par hasard la première fois lors de la Première Guerre mondiale et comme il ne sait pas patiner, il choisit logiquement le poste de gardien de but.
Il rejoint les Sénateurs d'Ottawa en 1924 pour remplacer Clint Benedict parti jouer pour la nouvelle franchise des Maroons de Montréal. Il remporte la Coupe Stanley avec les Sénateurs en 1927. Du 31 janvier 1928 au 18 février 1928 il réalise 6 blanchissages consécutifs, n'encaissant aucun but en plus de 461 minutes établissant ainsi un record de la LNH.
Lors de la finale de la Coupe Stanley 1928, il assiste en tant que spectateur à la deuxième rencontre entre les Rangers de New York et les Maroons de Montréal. Lors de ce match, le gardien des Rangers, Lorne Chabot est blessé à l'œil après un tir de Nels Stewart et doit être conduit à l'hôpital, ne pouvant ainsi terminer le match. Les équipes de la LNH n'ayant alors pas de gardien remplaçant, il se propose alors pour se substituer au titulaire mais les Maroons refusent.
Il devient cependant le gardiens des Maroons lors de la saison 1934-1935 et remporte avec eux la deuxième Coupe Stanley de sa carrière.
En 1958, il est intronisé au Temple de la renommée du hockey, deux semaines avant son décès.

## Statistiques
| Saison     | Équipe                 | Ligue      |     | Saison régulière | Saison régulière | Saison régulière | Saison régulière | Saison régulière | Saison régulière | Saison régulière | Saison régulière | Saison régulière | Saison régulière |   | Séries éliminatoires | Séries éliminatoires | Séries éliminatoires | Séries éliminatoires | Séries éliminatoires | Séries éliminatoires | Séries éliminatoires | Séries éliminatoires | Séries éliminatoires | Séries éliminatoires |
| Saison     | Équipe                 | Ligue      | PJ  | V                | D                | Pr/N             | Min              | BC               | Moy              | % Arr            | Bl               | Pun              | PJ               | V | D                    | N                    | Min                  | BC                   | Moy                  | % Arr                | Bl                   | Pun                  |                      |                      |
| 1917-1918  | Frontenacs de Kingston | OHA-Jr.    | 4   | 4                | 0                | 0                |                  |                  | 2,75             |                  | 0                |                  | 4                | 3 | 0                    | 1                    |                      |                      | 4,5                  |                      | 0                    |                      |                      |                      |
| 1918-1919  | Frontenacs de Kingston | OHA-Jr.    | 5   | 3                | 0                | 2                |                  |                  | 4,72             |                  | 0                |                  | 4                | 0 | 3                    | 1                    |                      |                      | 5                    |                      | 0                    |                      |                      |                      |
| 1919-1920  | Ottawa Cliffsides      | OCHL       | 7   | 4                | 0                | 3                |                  |                  | 1,12             |                  | 2                |                  |                  |   |                      |                      |                      |                      |                      |                      |                      |                      |                      |                      |
| 1920-1921  | Ottawa St. Brigid's    | OCHL       | 11  | 8                | 1                | 2                |                  |                  | 1,09             |                  | 2                |                  | 8                | 6 | 1                    | 1                    |                      |                      | 1,62                 |                      | 1                    |                      |                      |                      |
| 1921-1922  | Ottawa Gunners         | OCHL       | 14  | 10               | 1                | 3                |                  |                  | 1,26             |                  | 5                |                  | 6                | 5 | 0                    | 1                    |                      |                      | 2,83                 |                      | 0                    |                      |                      |                      |
| 1922-1923  | Ottawa St. Brigid's    | OCHL       | 17  | 8                | 1                | 8                |                  |                  | 1,43             |                  | 4                |                  |                  |   |                      |                      |                      |                      |                      |                      |                      |                      |                      |                      |
| 1923-1924  | Ottawa St. Brigid's    | OCHL       | 12  | 8                | 0                | 4                |                  |                  | 1,14             |                  | 5                |                  |                  |   |                      |                      |                      |                      |                      |                      |                      |                      |                      |                      |
| 1924-1925  | Sénateurs d'Ottawa     | LNH        | 30  | 17               | 1                | 12               |                  |                  | 2,14             |                  | 7                |                  |                  |   |                      |                      |                      |                      |                      |                      |                      |                      |                      |                      |
| 1925-1926  | Sénateurs d'Ottawa     | LNH        | 36  | 24               | 4                | 8                |                  |                  | 1,12             |                  | 15               |                  | 2                | 0 | 1                    | 1                    |                      |                      | 1                    |                      | 0                    |                      |                      |                      |
| 1926-1927  | Sénateurs d'Ottawa     | LNH        | 44  | 30               | 4                | 10               |                  |                  | 1,4              |                  | 13               |                  | 6                | 3 | 3                    | 0                    |                      |                      | 0,6                  |                      | 2                    |                      |                      |                      |
| 1927-1928  | Sénateurs d'Ottawa     | LNH        | 44  | 20               | 10               | 14               |                  |                  | 1,24             |                  | 15               |                  | 2                | 0 | 0                    | 2                    |                      |                      | 1,5                  |                      | 0                    |                      |                      |                      |
| 1928-1929  | Sénateurs d'Ottawa     | LNH        | 44  | 14               | 13               | 17               |                  |                  | 1,43             |                  | 7                |                  |                  |   |                      |                      |                      |                      |                      |                      |                      |                      |                      |                      |
| 1929-1930  | Sénateurs d'Ottawa     | LNH        | 44  | 21               | 8                | 15               |                  |                  | 2,55             |                  | 3                |                  | 2                | 0 | 1                    | 1                    |                      |                      | 3                    |                      | 0                    |                      |                      |                      |
| 1930-1931  | Sénateurs d'Ottawa     | LNH        | 36  | 10               | 4                | 22               |                  |                  | 3,01             |                  | 3                |                  |                  |   |                      |                      |                      |                      |                      |                      |                      |                      |                      |                      |
| 1931-1932  | Falcons de Détroit     | LNH        | 48  | 18               | 10               | 20               |                  |                  | 2,12             |                  | 6                |                  | 2                | 0 | 1                    | 1                    |                      |                      | 1,5                  |                      | 0                    |                      |                      |                      |
| 1932-1933  | Sénateurs d'Ottawa     | LNH        | 15  | 4                | 2                | 8                |                  |                  | 2,56             |                  | 1                |                  |                  |   |                      |                      |                      |                      |                      |                      |                      |                      |                      |                      |
| 1933-1934  | Americans de New York  | LNH        | 1   | 1                | 0                | 0                |                  |                  | 3                |                  | 0                |                  |                  |   |                      |                      |                      |                      |                      |                      |                      |                      |                      |                      |
| 1934-1935  | Maroons de Montréal    | LNH        | 48  | 24               | 5                | 19               |                  |                  | 1,86             |                  | 9                |                  | 7                | 5 | 2                    | 0                    |                      |                      | 1,12                 |                      | 2                    |                      |                      |                      |
| 1936-1937  | Maroons de Montréal    | LNH        | 27  | 10               | 6                | 11               |                  |                  | 2,21             |                  | 2                |                  |                  |   |                      |                      |                      |                      |                      |                      |                      |                      |                      |                      |
| Totaux LNH | Totaux LNH             | Totaux LNH | 417 | 193              | 67               | 156              |                  |                  | 1,91             |                  | 81               |                  | 21               | 8 | 8                    | 5                    |                      |                      | 1,19                 |                      | 4                    |                      |                      |                      |